# Prototype (JavaScript)
 (septembre 2024).
Si vous disposez d'ouvrages ou d'articles de référence ou si vous connaissez des sites web de qualité traitant du thème abordé ici, merci de compléter l'article en donnant les références utiles à sa vérifiabilité et en les liant à la section « Notes et références ».
Pour les articles homonymes, voir Prototype (homonymie).
Prototype est un framework JavaScript créé par Sam Stephenson en février 2005 comme un des éléments de base pour le support Ajax de Ruby on Rails.

## Format
Prototype est distribué seul, mais peut être partie intégrante de plus larges projets comme Ruby on Rails, script.aculo.us et Rico. Prototype est utilisée par 2,7 % des sites web, ce qui en fait l'une des plus populaires bibliothèques Javascript.

## Fonctionnalités
Prototype fournit diverses fonctions pour le développement d'applications. L'étendue des fonctionnalités vont des raccourcis aux fonctions utilisant XMLHttpRequest (Ajax).
Il fournit également des fonctions permettant de gérer la programmation objet, ce que le JavaScript classique ne peut faire. En JavaScript natif, la création de fonction possède une propriété prototype. Le framework prototype ne doit pas être confondu avec cet élément.

## Exemples de fonction
La fonction $
La fonction dollar $ est utilisée comme raccourci de la méthode du DOM getElementById, permettant d'atteindre tous les éléments .

Exemple d'utilisation :
```
document
.
getElementById
(
"id_of_element"
).
style
.
color
 
=
 
"#ffffff"
;

```

Réduction du code après utilisation de la fonction :
```
$
(
"id_of_element"
).
setStyle
({
color
:
 
"#ffffff"
});

```

La fonction $F
S'appuie sur la fonction $. Elle renvoie la valeur de l'élément de formulaire demandée. Pour une entrée text, la fonction retourne les données contenues dans l'élément. Pour un élément d'entrée select, la fonction retourne la valeur actuellement sélectionnée.
```
$F
(
"id_of_input_element"
)

```

Objet Ajax
Deux méthodes : Ajax.Request (renvoie la sortie XML brut d'un appel AJAX) et Ajax.Updater (injecte le retour à l'intérieur d'un objet DOM spécifié)

Exemple d'utilisation : Le Ajax.Request ci-dessous trouve les valeurs actuelles des deux éléments d'entrée de formulaire HTML, émet une requête HTTP POST au serveur avec les valeurs de l'élément, et exécute une fonction personnalisée (appelé showResponse ci-dessous), lorsque la réponse HTTP est reçue par le serveur :
```
new
 
Ajax
.
Request
(
"http://localhost/server_script"
,
 
{

    
parameters
:
 
{

        
value1
:
 
$F
(
"form_element_id_1"
),

        
value2
:
 
$F
(
"form_element_id_2"
)

    
},

    
onSuccess
:
 
showResponse
,

    
onFailure
:
 
showError

});

```

## Programmation orientée objet
La bibliothèque fournit les éléments permettant la programmation orientée objet. La méthode Class.create est utilisée pour créer une nouvelle classe. À une classe est alors attribué un prototype qui agit comme un modèle pour les instances de la classe.
```
var
 
FirstClass
 
=
 
Class
.
create
(
 
{

    
// La méthode initialize sert de [[Syntaxe_JavaScript#Constructeur|constructeur]]

    
initialize
:
 
function
 
()
 
{

        
this
.
data
 
=
 
"Bonjour"
;

    
}

});

```

Extension d'une autre classe :
```
Ajax
.
Request
 
=
 
Class
.
create
(
 
Ajax
.
Base
,
 
{
 

    
// Remplace la méthode d'initialisation

    
initialize
:
 
function
(
url
,
 
options
)
 
{
 

        
this
.
transport
 
=
 
Ajax
.
getTransport
();
 

        
this
.
setOptions
(
options
);
 

        
this
.
request
(
url
);
 

    
},
 

    
// ...

});

```

La fonction Object.extend(dest, src) prend deux objets en paramètre et copie les propriétés du second objet (notion d'héritage). L'objet combiné est retourné comme résultat de la fonction. Comme dans l'exemple ci-dessus, le premier paramètre crée généralement l'objet de base, tandis que le second est un objet anonyme utilisé uniquement pour définir des propriétés supplémentaires. L'ensemble de la déclaration de la sous-classe se passe dans les parenthèses de l'appel de la fonction.

## script.aculo.us

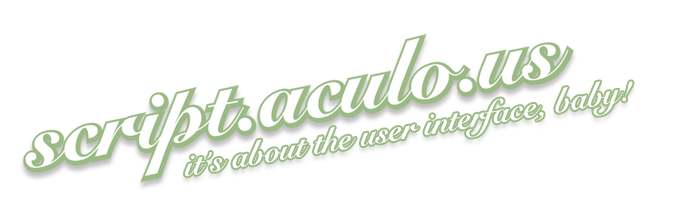
Logo de script.aculo.us.

script.aculo.us est une bibliothèque JavaScript basée sur le framework JavaScript prototype offrant des effets visuels et des éléments de l'interface utilisateur par l'intermédiaire du DOM,.
Il est connu pour être intégré à Ruby on rails et Seaside mais peut être distribué en version standalone,.
script.aculo.us a été créé par Thomas Fuchs,. Il a été extrait de son travail sur Fluxiom, un gestionnaire de ressources numériques de la société wollzelle. La première version grand public est arrivée en juin 2005.
Les effets visuels natifs de script.aculo.us sont au nombre de cinq : opacité, échelle, déplacement, surlignement et parallélisme,. Ces effets peuvent se combiner pour fournir 16 effets additionnels,. Les développeurs peuvent également créer leurs propres effets en se basant sur cet ensemble de fonctionnalités. L'activation d'un effet est le fait de l'association d'une fonction et d'un Id du DOM, par exemple :
```
new
 
Effect
.
Fade
(
'message-box'
);

```

Les contrôles de l'interface utilisateur incluent le glisser-déplacer (Drag and Drop), l'autocompletion, l'édition sur place.
Le Framework permet également de créer des éléments du DOM dynamiquement,.